# Rute pri Vratih
Rute pri Vratih (nemško Thörl-Maglern-Greuth) je naselje v Občini Podklošter v Okraju Beljak-dežela na Koroškem v Avstriji.